# Tori Kelly
Tori Kelly, née Victoria Loren Kelly le 14 décembre 1992 à Wildomar, est une auteure-compositrice-interprète de R&B et de gospel américaine d'origines portoricaine et jamaïcaine (de par son père) ainsi qu'allemande et irlandaise (de par sa mère).
Reconnue grâce à ses vidéos postées sur YouTube, elle a participé à la neuvième saison de American Idol et sorti en 2012, à l'âge de 19 ans, son premier EP qu'elle a elle-même produit, écrit et mixé. Scooter Braun devient son manager l'année suivante, connu comme étant également le manager d'artistes comme Ariana Grande ou encore Justin Bieber. Elle réalise son deuxième EP Foreword dans la même année sous le label officiel Capitol Records avec lequel elle signe un contrat. Son premier album sorti le 23 juin 2015 (le 16 octobre en France) s'intitule Unbreakable Smile dont apparaissent les singles Nobody Love et 'Should've Been Us.  
Nommée dans la catégorie révélation de l'année aux 58e Grammy Awards, Tori prête sa voix au personnage de Meena, un éléphant envahi par le trac dans le film Tous en Scène sorti le 25 janvier 2017 en France.

## Biographie

### Jeunesse
Victoria Loren Kelly est née le 14 décembre 1992, à Wildomar, mais a grandi dans la ville de Canyon Lake en Californie. Elle a un petit frère, Noah James Kelly né en 1996. Tori Kelly dans son enfance a participé à des émissions comme Star Search et a même remporté America's Most Talented Kids en chantant une chanson de Christina Aguilera.

### Carrière

#### American Idol et Youtube (2009-2012)
En 2009 Tori Kelly auditionne pour la compétition de chant American Idol. Après avoir été éliminée du programme avant les lives shows elle commença à écrire des chansons.  
Elle a commencé à poster des vidéos sur Youtube à l'âge de 14 ans. La vidéo qui l'a propulsée est un cover de Frank Ocean, Thinking About You en 2012. C'est notamment avec cette vidéo qui lui a permis d'être signée par le manager Scooter Braun qui s'occupe notamment de Justin Bieber ou encore Ariana Grande. Mais également d'obtenir par la suite un contrat avec le label historique Capitol Records.

#### Handmade Songs by Tori Kelly et Foreword(2012-2014)
En 2012 elle sort son premier extended play, intitulé Handmade Songs by Tori Kelly, contenant six titres dont All in my Head sous son propre label Toraay Records. Tori Kelly écrit, produit et enregistre son EP par elle-même dans sa chambre à seulement 19 ans. Handmade Songs débuta dans le Top 10 des Albums Pop sur iTunes[source secondaire souhaitée].
En 2013 elle sort son deuxième extended play, Foreword avec Capitol Records.
En 2014 Tori Kelly est désignée comme l'une des MTV's Artist's to Watch. Elle a fait la 1re partie d'Ed Sheeran au Madison Square Garden et de quelques concerts du chanteur Sam Smith[source secondaire souhaitée].

#### Unbreakable Smile et les Grammy Awards (2015-2016)

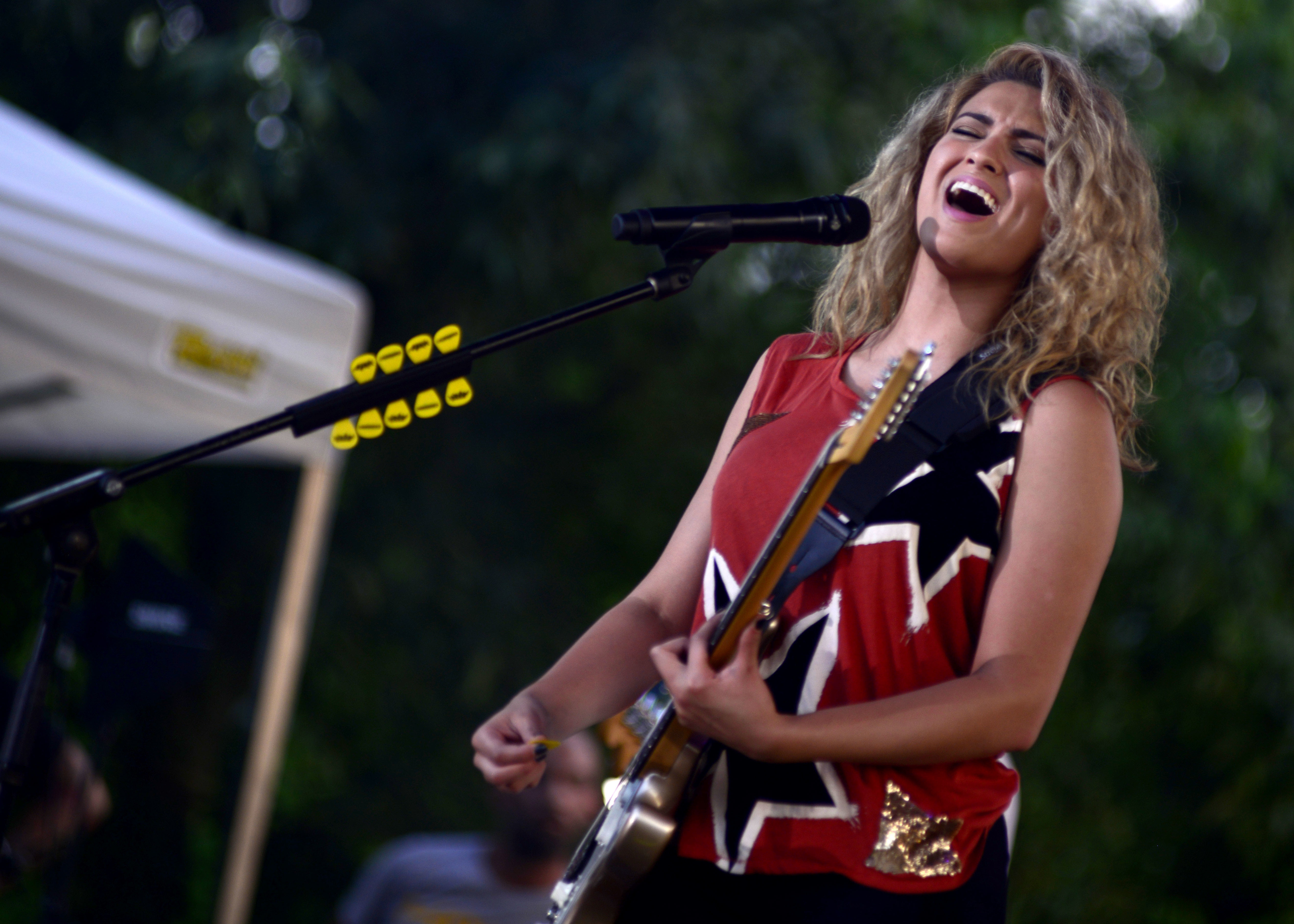
Tori Kelly en 2016.

L'année de la consécration est en 2015, lorsqu'elle sort le 23 juin son premier album, Unbreakable Smile a atteint la première position sur Itunes. Unbreakable Smile contient deux singles Nobody Love, sorti le 8 février 2015 et Should've Been Us sorti le 2 juin 2015. Tous deux ont intégré le Billboard Hot 100[source secondaire souhaitée]. Performant à plusieurs cérémonies d'awards comme les BET Awards ou encore les Billboard Awards, elle marque les esprits en interprétant son single Should've Been Us aux MTV Video Music Awards 2015 obtenant une ovation debout et ayant été désigné la meilleure prestation de la soirée[source secondaire souhaitée].
Le single Hollow sort le 22 octobre 2015 et fait partie d'une deuxième édition de son album Unbreakable Smile, qui contient de nouvelles chansons comme Something Beautiful ou encore un featuring sur Hollow avec le rappeur Big Sean. Tori Kelly a déclaré au sujet de son single Hollow qu'il parlait de sa foi, était honnête et vulnérable. 
En Décembre 2015 elle obtient une nomination comme « best new artist » aux 58e Grammy Awards, où elle chante avec James Bay un mashup acoustique des chansons Hollow et Let it go[source secondaire souhaitée]. Elle remporte le prix « Billboard Women in Music » de la meilleure révélation féminine[source secondaire souhaitée].

#### Gospel
En 2018, elle sort l'album de gospel Hiding Place écrit avec Kirk Franklin.

## Voix
La voix de Tori Kelly couvre 3 octaves, 5 notes et 1 semi-ton, c'est une soprano lyrique. Tori Kelly possède une dextérité vocale, qui lui permet d'atteindre la voix de sifflet registre le plus élevé de la voix humaine et de faire des « runs »[Quoi ?] sans effort. MTV l'a comparée à une vision de Mariah Carey des années 1990. Elle est saluée à plusieurs reprises par notamment Justin Timberlake[source secondaire souhaitée], Justin Bieber[source secondaire souhaitée] ou encore le chanteur britannique Seal[source secondaire souhaitée]. Tori Kelly rejoint d'ailleurs début 2016 la saison 10 de The Voice USA en tant que conseiller de l'équipe d'Adam Levine, qui s'est dit impressionné par la performance vocale de celle-ci aux MTV VMAs 2015.

## Image publique
Elle est l'égérie de plusieurs marques comme la marque de chaussures Keds ou bien la marque de vêtements fondée par Justin Timberlake, William Rast[source secondaire souhaitée]. En octobre 2015 elle apparait dans les spots publicitaires Pepsi où elle chante le mythique jingle « Joy of Cola » succédant ainsi à Britney Spears. Les cheveux naturellement bouclés de Tori sont sa signature. Elle a un partenariat avec la marque de soins capillaires Garnier[source secondaire souhaitée].

## Vie privée
Elle s’est mariée en 2018 avec André Murillo, un basketteur professionnel en Allemagne.
Elle est chrétienne.

## Discographie

### Albums
- Unbreakable Smile (2015)
- Hiding Place (2018)
- Inspired by True Events (2019)
- Tori (2024)

### EPs
- Handmade Songs (2012)
- Foreword (2013)

## Tournées
- Fill a Heart Tour (2012)
- Foreword Tour (2013)
- Where I Belong Tour (2015)
- Unbreakable Tour (2016)
- Hiding Place Tour (2018)

## Filmographie

### Cinéma
- 2016 : Tous en scène (Sing) de Garth Jennings : Meena (voix)
- 2021 : Tous en scène 2 (Sing 2) de Garth Jennings : Meena (voix)

## Récompenses
Au cours de sa carrière, elle a reçu 2 Grammy Awards  et 1 Dove Award.
| Année | Prix                                 | Nomination                                                                                              | Résultat                 |
| ----- | ------------------------------------ | --- | ------------------------ |
| 2015  | YouTube Music Awards                 | | Lauréat                  |
| 2016  | Radio Disney Music Awards            | Révélation de l'année                                                                                   | Lauréat                  |
| 2018  | BET awards GMA Dove Awards           | Best Gospel Artist (Lecrae (feat. Tori Kelly)) Short Form Video of the Year (Lecrae (feat. Tori Kelly)) | Lauréats Lauréats        |
| 2019  | Billboard Music Awards Grammy Awards | Top Gospel Album Meilleur Prestation/Chanson Gospel (feat. Kirk Franklin) Meilleur Album Gospel         | Lauréat Lauréats Lauréat |